# Mohieddin Saleh
Mohieddin Saleh (Beirut, Líbano; 1964- Beirut, Líbano; 30 de julio de 1986) fue un joven musulmán sunita de 22 años de edad acusado de intentar hacer explotar un coche bomba, que fue fusilado por la milicia local chiita a orden del ministro de justicia de Beirut Nabih Berri. El 21 de abril Saleh había sido sorprendido conduciendo un BMW de color negro cargado con más de 349 kg de explosivos, cuyo destino eran los cuarteles generales del movimiento musulmán de Amal (de índole chiita). Saleh recibió un total de 7 disparos de AK-47 a muy corta distancia, uno de los cuales le desfiguró la parte derecha del rostro. Al acto de ejecución asistieron más de 1.000 personas, entre ellos medios periodísticos, aconglomerarodos en un parque cerca del cementerio chiita de "Al-Shahidan".
Su ejecución aparece en los shockumentary "Death: the ultimate horror" (1995) y Terrorists, Killers And Middle-East Wackos.